# Elijah Tana
Elijah Tana (Chingola, 28 febbraio 1975) è un ex calciatore zambiano, di ruolo difensore.
Ha disputato 100 partite tra il 1995 e il 2009 con la Nazionale zambiana, con cui ha preso parte alla Coppa d'Africa nel 2000, 2002 e 2006.

## Palmarès

### Club

#### Competizioni nazionali
- Coppa del Sudan: 1

Al-Merrikh: 2007